# Sirius Black
Sirius Black a Harry Potter sorozat szereplője, Remus Lupin, James és Lily Potter barátja, Harry Potter keresztapja. Tagja a „Tekergők” csoportjának (Tapmancs), James Potter (Ágas), Remus Lupin (Holdsáp) és Peter Pettigrew (Féregfark) mellett, akikkel együtt alkotta meg a Tekergők térképét.
Sirius már fiatal korában forrófejű volt, rengeteget volt büntetőmunkán Roxfortban legjobb barátjával, James Potterrel. James és Lily esküvőjén ő volt a násznagy, és ő lett fiuk, Harry keresztapja.
Mikor Jamesék tudomást szereztek róla, hogy Voldemort rájuk vadászik, Fidelius bűbájt hajtottak végre, amivel megmenekülhettek volna a mágus elől. A titokgazda eredetileg Sirius lett volna, mindenki így tudta, beleértve Dumbledore-t is. Azonban Sirius kitalálta, hogy változtassák meg a tervet, és Peter Pettigrew legyen a titokgazda. Úgy gondolta, ő az, akire Tudjukki a legkevésbé számítana.
Ez a gondolat nem jött be, hiszen nem Sirius volt az áruló, mint Lupinék gondolták, hanem éppen Peter. Elárulta rejtekhelyüket Voldemortnak, aki végzett Harry szüleivel, Harryt pedig megsebesítette, ami által önmaga elvesztette testét, de meg nem halt.
Ezután Sirius megkereste Petert, hogy végezzen vele, de az árulónak kiáltotta őt ki az utca közepén, tucatnyi mugli füle hallatára, és felrobbantotta egy átokkal a teret. Tizenkét embert ölt meg az átokkal, a saját halálát is eljátszotta, és patkány alakban elmenekült. Így Siriust letartóztatták, és tárgyalás nélkül Azkabanba küldték (a varázslók börtönébe), hiszen nem tudta bizonyítani ártatlanságát.
Tizenkét év múlva, mikor megtudta egy újságból, hogy Pettigrew patkány alakjában Harry közvetlen közelében tartózkodik (Ron patkányaként, mint Makesz), megszökött, hogy megölje. Harry, mikor egy kihallgatott beszélgetés folytán megtudja, hogy Sirius miatt haltak meg szülei, megfogadja, hogy megöli őt. Végül Sirius tisztázza magát Harry előtt, és Lupinnal végezni akarnak Peterrel. Harry ezt megakadályozza, azt akarja, hogy zárassák börtönbe. Egy röpke órára Harry azt hihette, hogy Siriushoz költözhet, hisz a varázsló bizonyítani tudta volna Féregfarkkal (Peter Pettigrew) az ártatlanságát. De ez nem sikerül, ugyanis telihold van, Lupin átalakul vérfarkassá, a felfordulásban Peter átalakul patkánnyá, és kereket old. Ezután Siriusnak is menekülnie kell, Csikócsőr, a hippogriff hátán elrepül.
Ezután egy ideig messze külföldön bujkál, majd a baljós jelekre visszatér az országba, és Roxmorts egyik hegyi barlangjában bujkál, hogy Harry közelében lehessen. Miután Voldemort visszatér, Dumbledore elküldi, hogy értesítsen néhány rendtagot, és rejtőzzön el Lupinnál. Mint a Black család legidősebb férfi tagja, ő örökli szülei házát. Felajánlja a Főnix Rendjének, hogy itt rendezzék be a főhadiszállást. Dumbledore utasítására a Black-házban kell maradnia, amit nehezen visel. A minisztériumi csatában veszti életét, Bellatrix Lestrange öli meg. Testét azonban nem temetik el, mert nincs mit sírba tenni. Bellatrix átka miatt átzuhan a „függönyön” túlra.

## Szerepe a cselekményben
|  | Alább a cselekmény részletei következnek! |

### Az első rész előtt
Sirius a híres és nagy múltú Black család leszármazottja. Ez a család híres arról, hogy az aranyvérűeket felsőbbrendűnek tartja. Több családtag a Halálfalókhoz csatlakozott.
Siriust, mivel ezt a nézetet nem osztotta, családja megvetette és árulónak tartotta. Egyedül Alphard bácsikája kedvelte, mert őt is kiutálták a Black családból.
Diákkorában ő is a Roxfortba járt, ahol Harry apjának, James Potternek volt az egyik legjobb barátja. Szűkebb baráti társaságuk négytagú volt, magukat Tekergőknek nevezték (zárójelben beceneveik, melyek arra utalnak, hogy bejegyzetlen animágusként milyen állatokká tudtak átváltozni): James Potter (Ágas – szarvas), Remus Lupin (Holdsáp – vérfarkas), Sirius Black (Tapmancs – kutya), Peter Pettigrew (Féregfark – patkány).
Amikor Voldemort hatalma csúcsán van, James Potternek és feleségének, Lily Evansnek menekülniük kell. A varázslók között ismert egy módszer, a Fidelius-bűbáj, amelynek során egy ember vagy emberek titokgazdának választanak valakit, onnantól fogva pedig csak az találhatja meg őket, akinek a titokgazda elárulja a tartózkodási helyüket. James és Lily Sirius Blacket, fiuk keresztapját választották ki erre a feladatra, ő azonban azt tanácsolta nekik, hogy inkább Peter Pettigrewt bízzák meg, mert ő gyengébb, és Voldemort majd inkább őrá, Siriusra fog gyanakodni. Pettigrew azonban elárulja Voldemortnak barátait. A sötét varázsló végez velük, Sirius már csak a házuk romjait találja, és Hagridot, aki – Sirius repülő motorján – magával viszi az életben maradt kis Harryt. Nem sokkal később Peter Pettigrew egy 12 mugli halálával járó robbanást idéz elő, amelyben elveszti az egyik ujját, ám mindenki azt gondolja, hogy Sirius tette, és Pettigrew meghalt, azonban csak patkánnyá változva eltűnt. Siriust az Azkabanba zárják, Pettigrew-t pedig "posztumusz" kitüntetik. Hagridnak odaadja a motorját, amivel elviszi a baba Harry-t az első részben a Privet drive-ra.

### Harry Potter és az azkabani fogoly
Sirius a Harry Potter és az azkabani fogoly, a sorozat 3. kötetének idején megszökik Azkabanból, hogy megtalálja és megölje Pettigrew-t. Pettigrew patkány képében Harry Potter barátjának, Ron Weasleynek a családjához került, ahol a Makesz nevet kapta. Sirius egy újságcikkben lát egy fényképet a Weasley családról, innen tud Pettigrew hollétéről. A legtöbben azt hiszik, Sirius Harryt akarja megölni, és figyelmeztetik erre a fiút. A Roxfortba dementorokat küldenek, hogy megvédjék a diákokat. Harry, Ron és Hermione végül év végén összetalálkoznak a kutyává változott Siriusszal, aki egy romos házba, a Szellemszállásra hurcolja Ront és patkányát. Harry harcba szállna vele, de az akkor éppen a Roxfortban tanító Remus Lupin idejében érkezik, hogy megakadályozza, mert rájött Sirius ártatlanságára. Lupin és Sirius rákényszerítik Pettigrew-t, hogy visszaváltozzon emberré, de mielőtt átadhatnák őt a dementoroknak, Lupin vérfarkassá változik, és amíg Sirius kutya alakjában védelmezi a gyerekeket tőle, Pettigrew elmenekül. Siriust ezután elfogják, és végre akarják hajtani rajta a dementor-csókot, vagyis kiszívni a lelkét. Harryéknek azonban sikerül kiszabadítani Siriust, aki így Csikócsőr, a hippogriff hátán elhagyja Roxfort területét.

### Harry Potter és a Tűz Serlege
Harry a negyedik részben levelezés útján tartja a kapcsolatot bujdosó keresztapjával, és többször találkozik is vele: egyszer egy kandalló tüzében, egyszer pedig személyesen egy roxmorts-i barlangban (ahova kérésére visznek neki egy csomó ételt).

### Harry Potter és a Főnix Rendje
Az 5. kötetben Sirius a Főnix Rendje rendelkezésére bocsátja a Grimmauld tér 12. alatti házát, amely a Rend főhadiszállásává válik. Sirius egész évben nem mozdul ki onnan, és amikor mégis megteszi, hogy megmentse Harryt, meghal: unokatestvére, Bellatrix Lestrange a Mágiaügyi Minisztériumban párbajban végez vele.

### Harry Potter és a Félvér Herceg
A hatodik részben megtalálják Sirius végrendeletét, amelyben Harryre hagyja a Grimmauld tér 12-t, vele együtt Siport, a házimanót és Csikócsőrt, a hippogriffet. Siport Harry a Roxfortba küldi, hogy ott dolgozzon a konyhán.
Csikócsőrt pedig Hagridnak, a Roxforti vadőrnek adja, Szilajszárny néven, hogy a Mágiaügyi Minisztérium ne akadjon a nyomára. Harry a Grimmauld tér 12-t a Főnix Rendjének adja.
|  | Itt a vége a cselekmény részletezésének! |

A sorozat filmváltozatában Gary Oldman brit színész alakítja Sirius szerepét.